# Diogo Leote
Diogo Tavares de Melo Leote (Albufeira, 7 de Janeiro de 1849 — Porto, 8 de Março de 1920) foi um magistrado judicial e político, juiz desembargador do Tribunal da Relação do Porto e Ministro da Justiça no primeiro governo constitucional da Primeira República (1911), presidido por João Chagas. Foi sócio efectivo da Academia das Ciências de Lisboa.

## Biografia
Nasceu na então vila de Albufeira, Algarve, filho de Diogo Maria de Mello Leote e Maria Emília Faria, oriundos das mais prestigiadas famílias da burguesia algarvia daquele tempo. Depois de estudos elementares na sua vila natal e de estudos preparatórios em Faro e Lisboa, matriculou-se no curso de Direito da Universidade de Coimbra, que concluiu cum laude.
Ingressou na carreira da magistratura, primeiro como delegado do Ministério Público e depois como juiz de Direito nos tribunais administrativos das cidades da Horta e de Faro. Ao longo da sua carreira de magistrado, foi juiz de direito nas comarcas de Lagos, Olhão, Tavira, Porto de Mós, Valpaços, Portalegre, Évora e Porto. Acabou por se fixar na cidade do Porto, onde ascendeu a juiz desembargador do respectivo Tribunal da Relação.
Apesar de não se lhe conhecer actividade política no período anterior à revolução de 5 de Outubro de 1910 que conduziu à implantação da República Portuguesa, era considerado como integrante da esquerda monárquica e simpatizante do Partido Progressista. Aderiu ao novo regime e, apesar de etiquetado de "adesivista", foi convidado por João Chagas para assumir a pasta da Justiça no 2.º governo da República, o primeiro formado na vigência da Constituição Portuguesa de 1911.
Naquele governo, que foi efémero pois nomeado a 3 de Setembro de 1911 (tendo tomado posse no dia seguinte) foi exonerado a 12 de Novembro do mesmo ano, Diogo Leote, era o único ministro que não tinha ligações partidárias nem passado político republicano. Durante a sua curta experiência ministerial, Diogo Leote assegurou a entrada em funcionamento da Tutoria da Infância de Lisboa, promoveu a criação do Tribunal das Trinas, onde se julgariam depois os crimes contra a República, e aprovou os serviços de mensuração antropométrica dos detidos nas cadeias de Coimbra.
Em 1912, já após a sua experiência ministerial, aderiu ao Partido da União Republicana, a convite de Brito Camacho, de quem era amigo, passando a militar nas fileiras unionistas, mas sem envolvimento directo na actividade política
Colaborou na imprensa da época com artigos relacionadas com a vida forense, sendo articulista assíduo da Revista dos Tribunais, da qual saíram em separata alguns dos seus artigos. Publicou algumas obras monográficas sobre questões jurídicas e também se dedicou à escrita criativa, com a publicação da obra Folhas Soltas.
Foi sócio efectivo da Academia das Ciências de Lisboa.
Um seu filho, Mem Roberto Couceiro de Melo Leote (7 de Fevereiro dde 1888 — 19 de Outubro de 1955), natural da cidade da Horta, cursou Direito na Universidade de Coimbra e foi um distinto advogado e jurisconsulto portuense, advogado-síndico da Câmara Municipal do Porto durante mais de 30 anos. De um segundo casamento, com Maria Lúcia Pais d'Ayet, nasceu um único filho, Diogo d'Ayet Leote, também uma figura respeitável na sociedade do seu tempo.
Faleceu na cidade do Porto a 8 de Março de 1920.

## Obras publicadas
- Folhas soltas (poesia). Coimbra : Imprensa Commercial e Industrial, 1874.
- Escorços jurídicos : contribuições indirectas municipaes - farinhas : o pão, uma sentença proferida em 1ª instancia. Tavira : Typographia Burocratica, 1899.
- Lei das sesmarias e irmandades. Évora : Minerva Comercial, 1915.